# Пауль Ельвстрем
Пауль Берт Ельвстрем (дан. Paul Bert Elvstrøm; 25 лютого 1928, Геллеруп, поблизу Копенгагена — 7 грудня 2016, Геллеруп) — данський яхтсмен, чотириразовий олімпійський чемпіон (1948, 1952, 1956, 1960), багаторазовий чемпіон світу та Європи. Учасник восьми Олімпійських ігор.

## Спортивні досягнення
Першим в історії переміг в індивідуальних видах на чотирьох Олімпійських іграх (пізніше це досягнення повторили легкоатлети Ел Ортер і Карл Льюїс, яхтсмен Бен Ейнслі, плавець Майкл Фелпс, борець Каорі Ітьо). У 1948—1988 роках — учасник восьми літніх Олімпійських ігор.
- 4-разовий олімпійський чемпіон на Швертботи  — одинаком (перший раз переміг у 20-річному віці):
  - 1948 — клас «Файрфлай» [en];
  - 1952 1956, 1960 — клас «Фінн».

- 11-кратний чемпіон світу в 7 класах яхт[8] :
  - 1957 1958 — клас 505;
  - 1958 1959 — клас «Фінн»;
  - 1959 — клас «Снайп»;
  - 1962 — клас «Летючий голландець»;
  - 1966 — клас 5.5 метрів;
  - 1966 1967 — клас «Зоряний»;
  - 1969 1974 — клас «Солінг».
- 8-кратний чемпіон Європи.

У Кілі на олімпійській регаті 1972 року у Ельвстрема стався нервовий зрив, пов'язаний з відносною невдачею в серії перегонів і справами в бізнесі, в результаті чого він фактично не брав участі у двох останніх гонках регати.
У 1980-х роках виступав в класі «Торнадо» зі своєю дочкою Тріне (дан. Trine Inge Elvstrøm-Myralf), з якою виграв чемпіонати Європи 1983 і 1984 років. У 1984 році 56-річний Пауль, який повернувся на Олімпійські ігри після 12-річної відсутності, був близький до завоювання олімпійської медалі в класі «Торнадо» на Іграх в Лос-Анджелесі, лише 0,7 бала програвши в боротьбі за бронзу австралійському екіпажу (австралійці обійшли датчан лише завдяки перемозі в останніх перегонах, тоді як батько і дочка Ельвстреми зайняли в них 5-е місце). Через 4 роки на Олімпійських іграх в Сеулі 60-річний Пауль останній раз в кар'єрі виступив на Олімпійських іграх, посівши з дочкою 15-е місце в класі «Торнадо».
Ельвстрем — один з 4 спортсменів в історії, між першими і останніми Олімпійськими іграми яких пройшло не менше 40 років. Якби Пауль не пропускав Олімпійські ігри (1964, 1976 і 1980), то він був би одноосібним рекордсменом за кількістю матчів у Олімпійських іграх.
Тренував збірну Данії. Відомий конструктор вітрил і обладнання для спортивних яхт. Автор ряду удосконалень правил проведення змагань.
Ввів в ужиток яхтсменів нову технологію відкренування, закріпивши в кокпіті швертбота «Фінн» ремені, що дозволяють надійно фіксувати ноги і виносити тулуб за борт.
На щорічній конференції Міжнародної федерації вітрильного спорту (World Sailing), яка відбулась в Португалії в листопаді 2007 року, Пауль Ельвстрем був уведений до Зали слави ІСАФ (англ..